# Fosa (indústria)

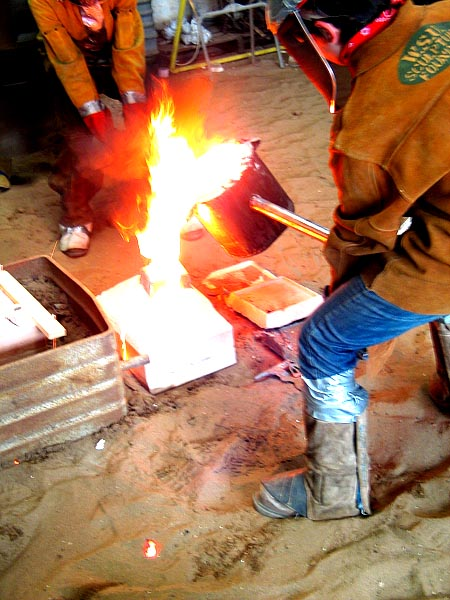
Colat del metall fos

La fosa és un procés de fabricació en el qual un material líquid s'aboca normalment en un motlle, que conté una cavitat buida de la forma desitjada, i després es deixa solidificar. La peça solidificada també es coneix com a fosa, que s'expulsa o es trenca del motlle per completar el procés. Els materials de fosa solen ser metalls o diversos materials d'enduriment temporal que s'endureixen després de barrejar dos o més components; exemples són l'epoxi, el formigó, el guix i l'argila. La fosa s'utilitza més sovint per fer formes complexes que d'altra manera serien difícils o antieconòmiques de fer amb altres mètodes. Els equips pesants com ara les plataformes de màquines, les hèlixs dels vaixells, etc. es poden fondre fàcilment a la mida requerida, en lloc de fabricar-los unint diverses peces petites. La fosa és un procés que es fa des de fa 7.000 anys. La fosa més antiga que es conserva és una granota de coure del 3200 aC.

## Etapes del procés

### Disseny del model
La fosa en sorra requereix un model a mida natural de fusta, plàstic i metalls que defineix la forma externa de la peça que es pretén reproduir i que formarà la cavitat interna al motlle.
Pel que fa als materials emprats per a la construcció del model, es pot emprar des de fusta o plàstics com l'uretà i el poliestirè expandit (EPS) fins metalls com l'alumini o el ferro fos.
Per al disseny del model s'ha de tenir en compte una sèrie de mesures derivades de la naturalesa del procés de fosa:
- Ha de ser lleugerament més gran que la peça final, ja que s'ha de tenir en compte la contracció de la mateixa una vegada s'hagi refredat a temperatura ambient. El percentatge de reducció depèn del material emprat per a la fosa.

A aquesta dimensió s'ha de donar una sobremedida en els casos en què es doni un procés addicional de maquinat o acabat per arrencada de ferritja.
- Les superfícies del model han de respectar uns angles mínims amb la direcció de desemmotllament (la direcció en la qual s'ha d'extreure el model), a fi de no danyar el motlle de sorra durant la seva extracció. Aquest angle s'anomena angle de sortida. Es recomanen angles entre 0,5 º i 2 º.

- Inclou tots els canals d'alimentació i massalotes necessàries per a l'ompliment del motlle amb el metall fos.

- Si és necessari incloure portades, que són prolongacions que serveixen per a la col·locació del mascle.

Els motlles, generalment, estan dividits en dues parts, la part superior anomenada copa i la part inferior anomenada draga que es corresponen a sengles parts del motlle que cal fabricar.
Els motlles es poden distingir:
- Motlles de sorra verda: aquests motlles contenen sorra humida.

- Motlles de sorra freda: fa servir aglutinants orgànics i inorgànics per enfortir el motlle. Aquests motlles no són cuits en forns i tenen com a avantatge que són més precisos dimensionalment però també més cars que els motlles de sorra verda.

- Motlles no forn: aquests motlles no necessiten ser cuits a causa dels seus aglutinants (barreja de sorra i resina). Els aliatges metàl·lics que típicament es fan servir amb aquests motlles són el llautó, el ferro i l'alumini.

Les etapes que es diferencien en la fabricació d'una peça metàl·lica per fosa en sorra comprèn:
- Compactació de la sorra al voltant del model a la caixa de modelatge. Per a això primerament es col·loca cada semimodelo en una taula, donant lloc a les anomenades taules model, que garanteixen que posteriorment ambdues parts del motlle encaixaran perfectament.

Actualment es realitza l'anomenat emmotllament mecànic, consistent en la compactació de la sorra per mitjans automàtics, generalment mitjançant pistons (un o més) hidràulics o pneumàtics.
- Col·locació del mascle o cors. Si la peça que es vol fabricar és buida, serà necessari disposar mascles, també anomenats cors que evitin que el metall fos ompli aquestes buits. Els mascles s'elaboren amb sorres especials pel fet que han de ser més resistents que el motlle, ja que és necessari manipular-los per la seva col·locació en el motlle. Un cop col·locat, s'ajunten dues cares del motlle i se subjecten. Sempre que sigui possible, s'ha de prescindir de l'ús d'aquests cors, ja que augmenten el temps per a la fabricació d'una peça i també el seu cost.

- Colada. Abocament del material fos. L'entrada del metall fos cap a la cavitat del motlle es realitza a través de la copa o abeurador de colada i diversos canals d'alimentació. Aquests seran eliminats un cop solidifiqui la peça. Els gasos i vapors generats durant el procés són eliminats a través de la sorra permeable.

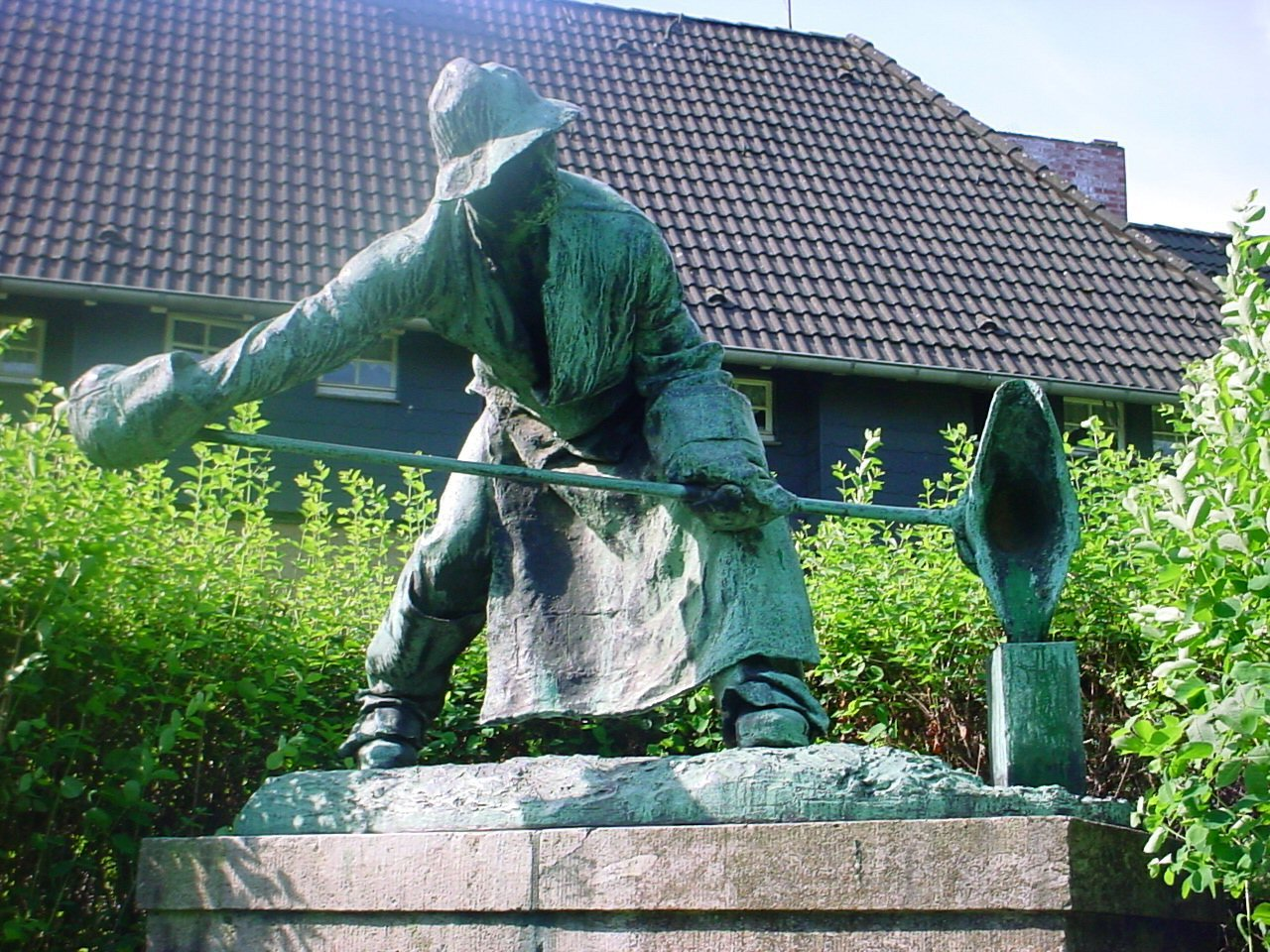
Abocament del material fos.

- Refredament i solidificació. Aquesta etapa és crítica de tot el procés, ja que un refredament excessivament ràpid pot provocar tensions mecàniques en la peça, i fins i tot l'aparició d'esquerdes, mentre que si és massa lent disminueix la productivitat. A més un refredament desigual provoca diferències de duresa a la peça. Per controlar la solidificació de l'estructura metàl·lica, és possible localitzar plaques metàl·liques refredades en el motlle. També es pot utilitzar aquestes plaques metàl·liques per promoure una solidificació direccional. A més, per augmentar la duresa de la peça que es va a fabricar es poden aplicar tractaments tèrmics o tractaments de compressió.

- Desemmotllament. Trencament del motlle i extracció de la peça. En el desemmotllament també ha de retirar la sorra del mascle. Tota aquesta sorra es recicla per a la construcció de nous motlles.

- Desbarbat. Consisteix en l'eliminació dels conductes d'alimentació, mazarota i rebarbes procedents de la junta de les dues cares del motlle.

- Acabat i neteja de les restes de sorra adherits. Posteriorment la peça pot requerir mecanitzat, tractament tèrmic, etc.

## Variants
La precisió de la peça fosa està limitada pel tipus de sorra i el procés d'emmotllament utilitzat. La fosa feta amb sorra verda gruixuda proporcionarà una textura aspra a la superfície de la peça. No obstant això, l'emmotllament amb sorra seca produeix peces amb superfícies molt més llises.
Per a un millor acabat de la superfície de les peces, aquestes poden ser polides o recobertes amb un residu d'òxids, silicats i altres compostos que posteriorment s'eliminarien mitjançant diferents processos, entre ells el granallat.
- Emmotllament en sorra verda. La sorra verda és una barreja de sorra de sílice, argila, humitat i altres additius. Aquest emmotllament consisteix en l'elaboració del motlle amb sorra humida i colada directa del metall fos. És el mètode més emprat en l'actualitat, amb tota mena de metalls, i per a peces de mida petita i mig.

No és adequat per a peces grans o de geometries complexes, ni per obtenir bons acabats superficials o toleràncies reduïdes.
- Emmotllament en sorra químic. Consisteix en l'elaboració del motlle amb sorra preparada amb una barreja de resines, l'enduriment d'aquestes resines pot ser per un tercer component líquid o gasós, o per autofraguado. D'aquesta manera s'incrementa la rigidesa del motlle, el que permet fondre peces de mida més gran i millor acabat superficial.

- Emmotllament en sorra seca. La sorra seca és una barreja de sorra de sílice seca, fixada amb altres materials que no sigui l'argila utilitzant adhesius de curat ràpid. Abans de la bugada, el motlle s'asseca a elevada temperatura (entre 200 i 300 °C). D'aquesta manera s'incrementa la rigidesa del motlle, el que permet fondre peces de major grandària, geometries més complexes i amb major precisió dimensional i millor acabat superficial.

- Emmotllament mecànic. Consisteix en l'automatització de l'emmotllament en sorra verda. La generació del motlle mitjançant premses mecàniques o hidràuliques, permet obtenir motlles densos i resistents que s'esmenen les deficiències de l'emmotllament tradicional en sorra verda. Es distingeix:

- Emmotllament Horitzontal. A finals dels anys 50 els sistemes de pistons alimentats hidràulicament van ser usats per a la compactació de la sorra en els motlles. Aquests mètodes proporcionaven major estabilitat i precisió en els motlles. A finals dels anys '60 es va desenvolupar la compactació dels motlles amb aire a pressió llançat sobre el motlle de sorra precompactado.

La major desavantatge d'aquests sistemes és la gran quantitat de peces de recanvi que es consumeixen a causa de la multitud de parts mòbils, a més de la producció limitada uns 90-120 motlles per hora.
- Emmotllament vertical. El 1962 la companyia danesa Dansk Industrials Syndikat (DISA) va implementar una enginyosa idea de model sense caixa aplicant verticalment pressió. Les primeres línies d'aquest tipus podrien produir 240 motlles per hora i avui en dia les més modernes arriben a uns 550 motlles per hora. A part de l'alta productivitat, dels baixos requeriments de mà d'obra i de les precisions en les dimensions, aquest mètode és molt eficient.

- Emmotllament en sorra "matchplate". Aquest mètode va ser desenvolupat i patentat el 1910. No obstant això, no va ser fins a principi dels anys '60 quan la companyia americana Hunter Automated Machinery Corporation va llançar la seva primera línia basada en aquesta tecnologia. El mètode és similar al mètode vertical. El principal proveïdor és DISA i actualment aquest mètode és àmpliament utilitzat, particularment als Estats Units, la Xina i l'Índia. Un gran avantatge és el baix preu dels models, facilitat per canviar les peces dels motlles ia més, la idoneïtat per a la fabricació de sèries curtes de peces en la fosa.

- Emmotllament a la cera perduda o microfusió. En aquest cas, el model es fabrica a cera o plàstic. Un cop obtingut, es recobreix d'una sèrie de dues capes, la primera d'un material que garanteixi un bon acabat superficial, i la segona d'un material refractari que proporcions rigidesa al conjunt. Un cop s'ha completat el motlle, s'escalfa per endurir el recobriment i fondre la cera o el plàstic per extreure-la del motlle en el qual s'abocarà posteriorment el metall fos.

- fosa en conquilla. En aquest cas, el motlle és metàl·lic.

- fosa per injecció

- fosa premsada

- fosa a baixa pressió

És un sistema de fosa que consisteix col·locar un gresol de metall fos en un recipient a pressió. Un tub d'alimentació connecta el metall de gresol amb l'entrada del motlle. S'injecta aire comprimit o gas inert en el recipient a una pressió de 20-105 kN/m². En injectar l'única sortida del metall serà el tub per la qual cosa es genera el flux de metall, que omple la matriu i forma la peça. La pressió es manté durant la solidificació per compensar la contracció volumètrica. No són necessàries ni massalotes ni alimentació de colada.
- fosa centrifugada